# Confruntarea între Fâșia Gaza și Israel în mai 2023
Confruntarea dintre Fâșia Gaza și Israel în 2-13 mai 2023 inclusiv Operațiunea militară de represalii Scut și săgeată (Mivtza Maghen vahetz, în ebraică:מבצע מגן וחץ) lansată de Israel. La 2 mai 2023 Khader Adnan, fost purtător de cuvânt al organizației și partidului terorist islamist Jihad Islami al Falastini (Războiul sfânt islamic palestinian), a murit în închisoare în Israel, ca urmare a unei greve a foamei de protest împotriva detenției administrative la care a fost supus. În aceeași zi militanți ai partidului său au tras circa 102 rachete asupra populației din sud-vestul Israelului, rănind șapte civili din orașul israelian de graniță Sderot. O parte din locuitorii israelieni, „obișnuiți” de peste un deceniu și jumătate, cu acțiuni de teroare de acest fel și altele, din partea vecinilor palestinieni din Fâșie, alertați fiind de sirene de alarmă, s-au ascuns ca de obicei, în mare grabă, în adăposturi, cine le-a avut la îndemână, o parte bună din rachete nimerind la întâmplare și fiind de obicei interceptate de sistemul de apărare anti-rachetă dezvoltate de Israel. Și după interceptări reușite, căderea de rachete, inclusiv defensive, sau a bucăților de rachete prezenta încă un anumit pericol pentru cetățeni.    Israelul, condus în acel an de noul guvern de centru-dreapta-extremă dreapta condus de Binyamin Netanyahu, nu a reacționat până pe data de 9 mai 2023, când armata israeliană a procedat la uciderea prin atac aerian a trei conducători din Jihadul Islamic. Odată cu ei au fost uciși și alți zece arabi palestinieni. În aceeași zi, un alt atac aerian israelian contra unui vehicul în orașul Khan Yunis a dus la moartea altor doi palestinieni. Militanții palestinieni din Jihad Islami au lansat atunci asupra locuitorilor Israelului un nou val de în total 938 rachete în cadrul a ceea ce ei au numit Operațiunea Răzbunarea celor Liberi (în arabă: Amliat Thar al Ahraru). Și mica organizație veterană Frontul Popular pentru Eliberarea Palestinei a anunțat că a avut patru morți în data de 10 mai. La 11 mai 2023 noi atacuri aeriene israeliene au ucis doi comandanți din Jihad Islami, numărul total de morti în rândurile palestiniene ridicându-se la cel puțin 26 persoane. Jihad Islami a continuat atacurile de rachete, iar Israelul raidurile aeriene de represalii până la 12 mai 2023, între timp făcându-se eforturi de mediere a unui armistițiu. La 12 mai a mai fost ucis un comandant superior al Jihadului și un aghiotant al acestuia, numărul total de morți fiind 33 palestinieni - luptători și civili - în Fâșia Gaza, și un civil israelian și un muncitor  palestinian pe teritoriul Israelului. În ziua următoare la 13 mai Israelul și Jihad Islami al Falastini au consimțit la o încetare a focului.